# Izet Hajrović
Izet Hajrović (Brugg, 1991. augusztus 4. –) bosnyák válogatott labdarúgó, a görög Árisz középpályása.

## Pályafutása
Pályafutását szülőhazájában a Grasshoppersnél kezdte. 2014. első felében a török Galatasarayban játszott. 2014 nyarán igazolt a német Werder Bremenbe.
2012-ben egy mérkőzésen a svájci labdarúgó-válogatottban is pályára lépett. A bosznia-hercegovinai labdarúgó-válogatottal részt vett a 2014-es labdarúgó-világbajnokságon.

## Statisztika
2014. május 3-i adatok
| Klub             | Szezon           | Bajnokság | Bajnokság | Kupa  | Kupa | Ligakupa | Ligakupa | Európa | Európa | Összesen | Összesen |
| Klub             | Szezon           | Mérk.     | Gól       | Mérk. | Gól  | Mérk.    | Gól      | Mérk.  | Gól    | Mérk.    | Gól      |
| ---------------- | ---------------- | --------- | --------- | ----- | ---- | -------- | -------- | ------ | ------ | -------- | -------- |
| Grasshopper      | 2009–10          | 1         | 0         | –     | –    | –        | –        | –      | –      | 1        | 0        |
| Grasshopper      | 2010–11          | 21        | 5         | 3     | 2    | –        | –        | 1      | 0      | 25       | 7        |
| Grasshopper      | 2011–12          | 21        | 1         | 3     | 4    | –        | –        | –      | –      | 24       | 5        |
| Grasshopper      | 2012–13          | 33        | 8         | 4     | 2    | –        | –        | –      | –      | 37       | 10       |
| Grasshopper      | 2013–14          | 15        | 6         | 3     | 0    | –        | –        | 4      | 0      | 22       | 6        |
| Grasshopper      | Összesen         | 91        | 20        | 13    | 8    | 0        | 0        | 5      | 0      | 106      | 28       |
| Galatasaray      | 2013–14          | 8         | 0         | 3     | 1    | –        | –        | 2      | 0      | 13       | 1        |
| Galatasaray      | Összesen         | 8         | 0         | 3     | 1    | 0        | 0        | 2      | 0      | 13       | 1        |
| Karrier összesen | Karrier összesen | 99        | 20        | 16    | 9    | 0        | 0        | 7      | 0      | 119      | 29       |

## Sikerei, díjai
Grasshoppers
- Svájci kupagyőztes (1): 2012–13

Galatasaray
- Török kupagyőztes (1): 2013–14

Dinamo Zagreb
- Horvát bajnok (4): 2017–18, 2018–19, 2019–20, 2020–21
- Horvát kupagyőztes (2): 2017–18, 2020–21
- Horvát szuperkupa-győztes (1): 2019

## Fordítás
Ez a szócikk részben vagy egészben  az   Izet Hajrović című angol Wikipédia-szócikk fordításán alapul.  Az eredeti cikk szerkesztőit annak laptörténete sorolja fel. Ez a jelzés csupán a megfogalmazás eredetét és a szerzői jogokat jelzi, nem szolgál a cikkben szereplő információk forrásmegjelöléseként.